# Hummer Team
Hummer Team (традиционални кинески: 悍馬小組 - српски; Хуммер тим) је био тајвански програмер пиратских видео буклегова који је отворен 1992, а затворен 2010. 

## Историја
Хуммер Теам је 1992. године инаугурисао програмер Хуммер Цхенг, прва видео игра коју је креирао програмер била је Јин Ксе Ксинг Зуан и Стреет Фигхтер II: Светски ратник који је чак објављен у Аргентини, у Аргентини је био познат под именом Иоко Софт, почео је да се шири у Русији и Азији са играма Карт Фигхтер (1993) и Сомари (1994), које су чак објављиване и ширене на блоговима о видео игрицама тог времена. Касније, почетком 2000-их, Хуммер Теам је почео да има економске проблеме уочи ере 16-бита и конзола много моћнијих од Фамицома, укључујући замену кертриџа ЦД-Р-ом и долазак Интернет је, међутим, наставио да издаје игре за Плаи & Плугс конзоле до 2006. Касније је Хуммер тим затворио своја врата 2010. године.

## Признање (1992—2010)
Хуммер Теам је био познат по издању Јинг Ке Ксин Зхуан (1992) средином 1992. године, у Аргентини је била позната под псеудонимом Иоко Софт након што је издала Стреет Фигхтер: Тхе Ворлд Варриор. Године 1993. био је познат по лансирању и развоју Карт Фигхтер-а, већ 1994. постао је познатији лансирањем Сомари у Азији и Русији, што је објављено у блоговима о игрицама за играче тог времена који су привукли пажњу новинара о видео игрицама. . Његова последња издања су била 2003. са портовима Титениц и Мортал Комбат 4, након што је превазишао издања нових моћнијих конзола и рачунара, формат кертриџа је замењен ЦД-Р форматом, његова последња игра је била З-Дог. касније 2010. године Хуммер тим је затворио своја врата.

## Игре
| Game                                 | Chinese Name             | Note                                                                                           | Published |
| ------------------------------------ | ------------------------ | ---------------------------------------------------------------------------------------------- | --------- |
| Jing Ke Xin Zhuan                    | 荊軻新傳                 | Chinese language RPG. Hummer Team's first production.                                          | 1992      |
| Street Fighter II: The World Warrior | 街頭霸王 II：世界勇士    |                                                                                                | 1992      |
| Street Fighter IV                    | 快打傳説                 | An enhanced port of Street Fighter II, with new characters and locations.                      | 1993      |
| Kart Fighter                         | 瑪莉快打                 | Another port of Street Fighter II, this time featuring the cast of Super Mario Kart.           | 1993      |
| Somari                               | 索馬里                   | A port of Sonic the Hedgehog with Mario as the main character.                                 | 1994      |
| Dragon Ball Z - Super Butoden 2      | 龍珠 Z - 超級武神 2      |                                                                                                | 1994      |
| Tekken                               | 鐵拳                     |                                                                                                | 1994      |
| Mortal Kombat III                    | 眞人快打 3               | In actuality, a port of the original Mortal Kombat.                                            | 1994      |
| Aladdin                              | 阿拉丁                   | Based on the Virgin Interactive title released for the Sega Genesis.                           | 1995      |
| Super Mario World                    | 超级马里奥世界           |                                                                                                | 1995      |
| Sanguo Chunqiu: Sichuan Sheng        | 三國春秋 四川省          |                                                                                                | 1996      |
| Yuu Yuu Hakusho Final                | 宇宇白皮書終稿           |                                                                                                | 1996      |
| Street Fighter Zero 2 '96            | 街頭霸王零式 2 '96       |                                                                                                | 1996      |
| Street Fighter Zero 3 '97            | 街頭霸王零式 2 '97       |                                                                                                | 1997      |
| The King of Fighters '96             | 拳皇'96                  |                                                                                                | 1997      |
| Tiny Toon Adventures 6               | 小香椿歷險記 6           | A port of Tiny Toon Adventures: Babs' Big Break, originally released for the Game Boy.         | 1997      |
| Sonic & Knuckles 5                   | 索尼克與指關節 5         | A port of the original Sonic the Hedgehog.                                                     | 1997      |
| Final Fight 3                        | 最後的戰鬥 3             |                                                                                                | 1998      |
| The King of Fighters '98             | 拳皇'98                  |                                                                                                | 1998      |
| Mortal Kombat 2                      | 眞人快打 2               |                                                                                                | 2000      |
| Mortal Kombat II special             | 眞人快打II 特別版        |                                                                                                | 2000      |
| The Hummer                           | 悍馬                     | A port of Sonic the Hedgehog, with altered sprites resembling a mascot.                        | 2002      |
| Mortal Kombat 4                      | 眞人快打 4               |                                                                                                | 2003      |
| Titenic                              | 泰坦尼克號               |                                                                                                | 2003      |
| Mighty Morphin Power Rangers III     | 強大的嗎啡電力別動隊 III |                                                                                                | 2003      |
| Shin Samurai                         | 真侍魂II                 |                                                                                                | 2003      |
| Chrismas Cart                        | 聖誕賀卡                 |                                                                                                | 2005      |
| Titenic Remake                       | 泰坦尼克號翻拍           | A remake of the original Titenic.                                                              | 2005      |
| Z-Dog                                | Z狗                      | A plug-and-play console, and the last product released under Hummer Team before their closure. | 2006      |